# Merseyside Maritime Museum
Le Merseyside Maritime Museum est un musée maritime de la ville de Liverpool dans le Comté métropolitain de Merseyside en Angleterre. C'est l'un des nombreux Musées Nationaux de Liverpool et l'un des points d'ancrage de l'ERIH, la Route européenne du patrimoine industriel.
Ouvert en 1980 et agrandi en 1986, le musée occupe le bloc D d'entrepôts  à l'Albert Dock, ainsi que la Maison du Piermaster, le Canning Half Tide Dock (en) et le Canning Graving Docks (en).
Le patrimoine maritime de la ville est mis en valeur dans l'Albert Dock historique. Les collections du musée reflètent l'importance internationale de Liverpool comme  passerelle vers le monde, y compris son rôle dans le commerce transatlantique des esclaves et de l'émigration, la marine marchande et du RMS Titanic.
On y trouve aussi à quai :
- le bateau-pilote Edmund Gardner (1953),
- le remorqueur à vapeur Daniel Adamson (1903),
- le remorqueur Brocklebank (1964) [2],
- le caboteur Wincham (1948) [3],

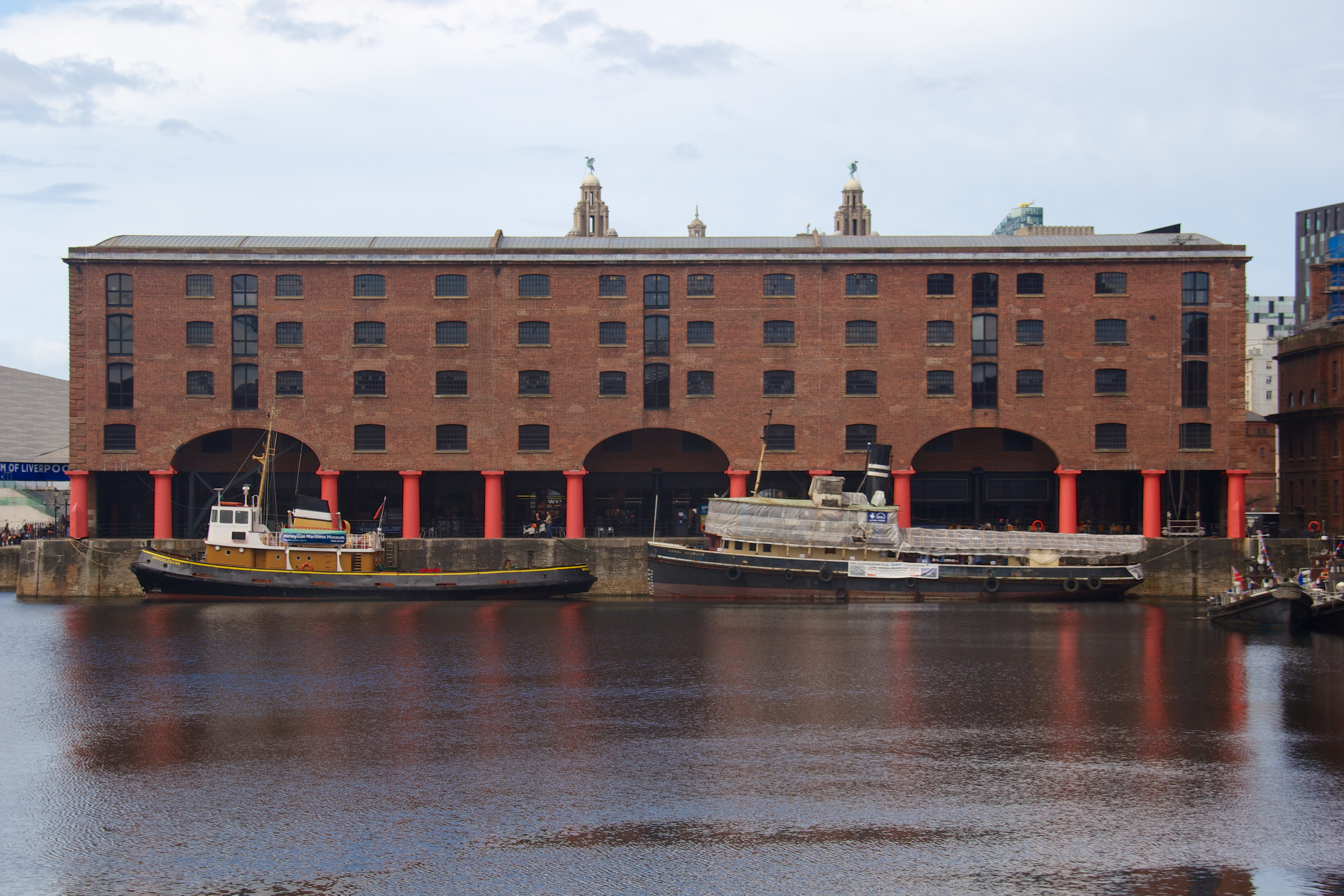
Brocklebank et D. Adamson
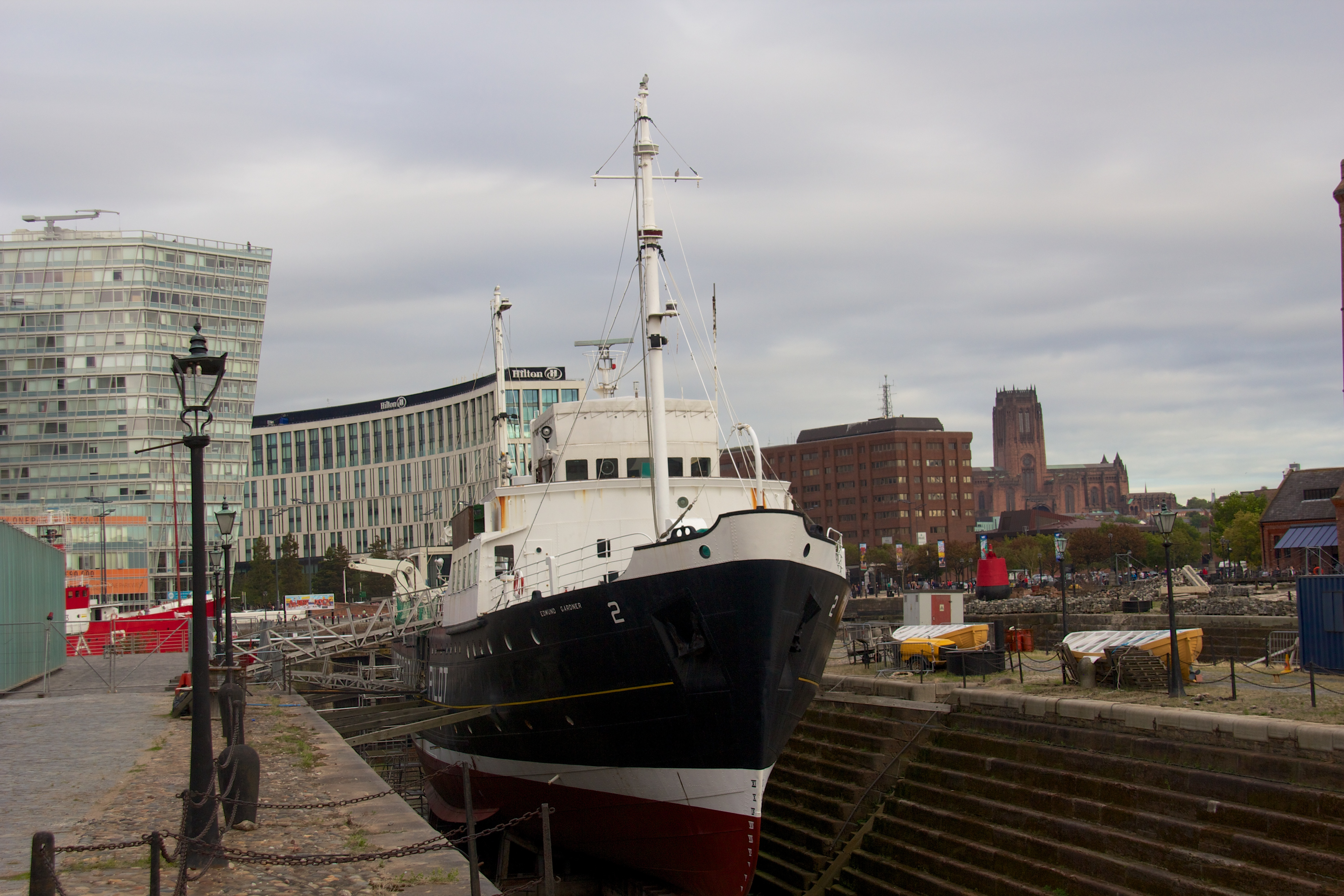
Edmund Gardner